# Dziennik Literacki
Dziennik Literacki – tygodnik wydawany we Lwowie 1852–1854 i 1856–1870, redagowany m.in. przez Jana Dobrzańskiego, Karola Szajnochę, J. Starkela i W. Łozińskiego. 
Publikowało tam wielu pisarzy wyznających wówczas postępowe poglądy, m.in. Kornel Ujejski, Michał Bałucki, Platon Kostecki, Walery Łoziński, Adam Pajgert, Mieczysław Romanowski, Mieczysław Gwalbert Pawlikowski i Józef Szujski.